# Dineu cu proști
Dineu cu proști (franceză Le dîner de cons) este o piesă de teatru de comedie din 1993 scrisă de Francis Veber.

## Personaje
- François Pignon
- Pierre Brochant
- Juste Leblanc
- Christine Brochant
- Lucien Cheval
- Marlène Sasseur
- Le docteur Archambault

## Ecranizări
- 1998 La cină cu un gogoman (Le dîner de cons), regia Francis Veber, rolurile principale fiind interpretate de Thierry Lermit și Jacques Villiers.
- 2010 Cină pentru fraieri (Dinner for Schmucks), regia Jay Roach cu Steve Carell și Paul Rudd